# Синдром Лайелла
Синдро́м Ла́йелла (токсический эпидермальный некролиз, синдром ошпаренной кожи) — наиболее тяжёлый вариант аллергического буллёзного дерматита. Назван в честь шотландского дерматолога Алана Лайелла (1917—2007), который впервые в 1956 году сделал подробное описание данного заболевания.
Чаще всего синдром Лайелла представляет собой реакцию на лекарственные препараты (антибиотики, сульфаниламиды, НПВП).

## Этиология и патогенез
В основном синдром Лайелла развивается у лиц с отягощённым аллергологическим анамнезом, наиболее часто — на фоне перенесённой острой респираторной вирусной инфекции (ОРВИ), по поводу которой больные принимали НПВП, жаропонижающие средства, антибиотики, витамины, пищевые добавки, т. е. на фоне полифармакотерапии (полипрагмазии).  

## Клиническая картина
Состояние пациента прогрессивно ухудшается, выражены симптомы интоксикации, повышается температура. Появляется кожная сыпь по типу коревой или скарлатинозной с единичными болезненными элементами. Через несколько часов на месте сыпи и на неизменённой ранее коже возникают большие плоские пузыри с серозным или серозно-геморрагическим содержимым. Они быстро вскрываются с появлением обширных эрозий ярко-красного цвета. Характерен положительный симптом Никольского — при лёгком потирании здоровой кожи происходит десквамация эпидермиса и обнажение мокнущей поверхности. Могут присоединяться токсико-аллергические поражения сердца, печени, органов брюшной полости, почек. При отсутствии своевременной неотложной помощи велика вероятность летального исхода.

## Дифференциальная диагностика
Дифференциальную диагностику синдрома Лайелла следует проводить с пузырчаткой, синдромом Стивенса — Джонсона.

## Лечение
Необходимо немедленное прекращение поступления аллергена. Затем вводят преднизолон, детоксикационные растворы.
При гипертермии противопоказано введение жаропонижающих препаратов, это может привести к дополнительной аллергизации.
Необходима немедленная госпитализация.
При токсическом эпидермальном некролизе необходима срочная госпитализация больного, желательно в специализированное отделение ожоговой реанимации, при отсутствии такового — в общее отделение реанимации. До этого врач поликлиники или скорой помощи должен отменить лекарственный препарат, вызвавший заболевание, и попытаться вывести его из организма (промывание желудка, очистительная клизма, обильное питье). Необходимо ввести парентерально антигистаминные (супрастин, пипольфен, димедрол) и гипосенсибилизирующие (препараты кальция, натрия тиосульфат, магния сульфат) средства. В стационаре назначают кортикостероиды (в больших дозах), проводят гемосорбцию. В ряде случаев показаны антибиотики. Наружно применяют эпителизирующие (солкосерил), кортикостероидные и антибактериальные (для профилактики инфицирования) мази. При клиническом выздоровлении после выписки из стационара больной должен продолжать приём кортикостероидов в малых дозах, постепенную их отмену проводит врач поликлиники. В амбулаторной карте больного должна быть пометка о лекарственном препарате, вызвавшем заболевание.

## Прогноз
Прогноз во многом зависит от степени поражения, наличия инфекционных осложнений, своевременности и объёма оказанной медицинской помощи. Средний уровень летальности 25—30 %, в тяжёлых случаях может достигать 65—70 %.